# Sjenina Rijeka (Doboj)
Sjenina Rijeka (szerbül: Сјенина Ријека), település Bosznia-Hercegovinában, a Szerb Köztársaság északi régiójában Doboj községben. 

## Fekvése
A település Bosznia-Hercegovina északi részén, Dobojtól légvonalban 6, közúton 18 km-re északkeletre, a Boszna-folyótól keletre, a Boszna jobb oldali mellékvize, a Lukavica folyó és a Paleška összefolyásánál található.

## Népessége
| Nemzetiségi csoport | Népesség 1991 | Népesség 2013 |
| ------------------- | ------------- | ------------- |
| Szerb               | 40            | 30            |
| Bosnyák             | 612           | 413           |
| Horvát              | 3             | 3             |
| Jugoszláv           | 10            | 0             |
| Egyéb               | 14            | 3             |
| Összesen            | 679           | 449           |

## Története
A település Sjena részeként 1878-ig tartozott az Oszmán Birodalomhoz, ekkor a berlini kongresszus határozata alapján az Osztrák-Magyar Monarchia része lett. 1879-ben az első osztrák-magyar népszámlálás során a Gračanicai járáshoz tartozó Sjena településnek 157 háztartása és 787 muszlim lakosa volt. 1910-ben a Gračanicai járáshoz tartozó Sjena településen 170 háztartást, 761 muszlim és 11 ortodox lakost találtak. A monarchia szétesésével 1918-ban előbb a Szerb-Horvát-Szlovén Királyság, majd 1929-től a Jugoszláv Királyság része lett. 1921-ben a Gračanicai járáshoz tartozó Sjena községnek 763 lakosa volt, közülük 743 muszlim, 12 ortodox és 8 római katolikus volt. Az 1929-es törvény értelmében, amikor Bosznia-Hercegovinát négy banovinára, Drinskára, Vrbaskára, Zetskára és Primorskára osztották, a település a Vrbaska banovina része lett, amelynek székhelye Banja Luka volt.
A második világháborúban Jugoszlávia megszállása után a Független Horvát Állam (NDH) része lett. A második világháború után 1992-ig a település a szocialista Jugoszlávia keretében a Bosznia-Hercegovinai Népköztársaság, valamint Gračanica község része volt. Az 1991-es népszámlálásig Sjenina Rijeka Sjeninához tartozott. A boszniai háborút lezáró daytoni békeszerződés rendelkezése alapján az ország területét felosztották a Bosznia-hercegovinai Föderáció és a boszniai Szerb Köztársaság között. A békeszerződés utáni területmegosztási megállapodás értelmében a település nagyobb része a Boszniai Szerb Köztársasághoz és Doboj községhez került, míg a település területének kis, lakatlan része a Bosznia-hercegovinai Föderáció Zenica-Doboji kantonjában levő Doboj-Istok község területénél maradt.

## Oktatás
„Petar Kočić” Általános Iskola

## Nevezetességei
- A falu régi mecsete a szerb agresszió során súlyosan megrongálódott. A régi mecset rekonstrukcióját 1998-ban végezték el, az új mecsetet pedig 2004-ben építették.

- A Csodatevő Szent Gergely tiszteletére szentelt ortodox temploma. A templom mérete 10,45x4,15 méter. A templom építése 2007-ben kezdődött. Alapjait 2009. szeptember 13-án szentelte fel Vasilije, Zvornik-Tuzla püspöke. Felszentelése 2020. szeptember 5-én történt. A cserfából készült ikonosztázt a doboji Savo Živković készítette. Az ikonosztázon lévő ikonokat a čačaki Goran Pešić festette.[8]